# Sebastian Wójcik
Sebastian Wójcik (ur. 12 marca 1983) – polski siatkarz, grający na pozycji przyjmującego i pod koniec kariery jako libero. Były reprezentant Polski kadetów i juniorów. 
Jego ojciec o imieniu Krzysztof, również był siatkarzem. Grał na pozycji libero. Jego żona Marta w przeszłości była siatkarką a obecnie jest trenerką. Córka Liliana, również jest siatkarką. Gra w turniejach młodzieżowych w klubie Energa MKS Kalisz.

## Sukcesy klubowe
Mistrzostwo I ligi:
- 2014
- 2006
- 2005

## Sukcesy reprezentacyjne
Mistrzostwa Europy Kadetów:
- 2001